# Burg Vysoký Chlumec
Die Burg Vysoký Chlumec (deutsch Hoch-Chlumetz) befindet sich östlich über der Minderstadt Vysoký Chlumec im Okres Příbram in Tschechien.

## Lage

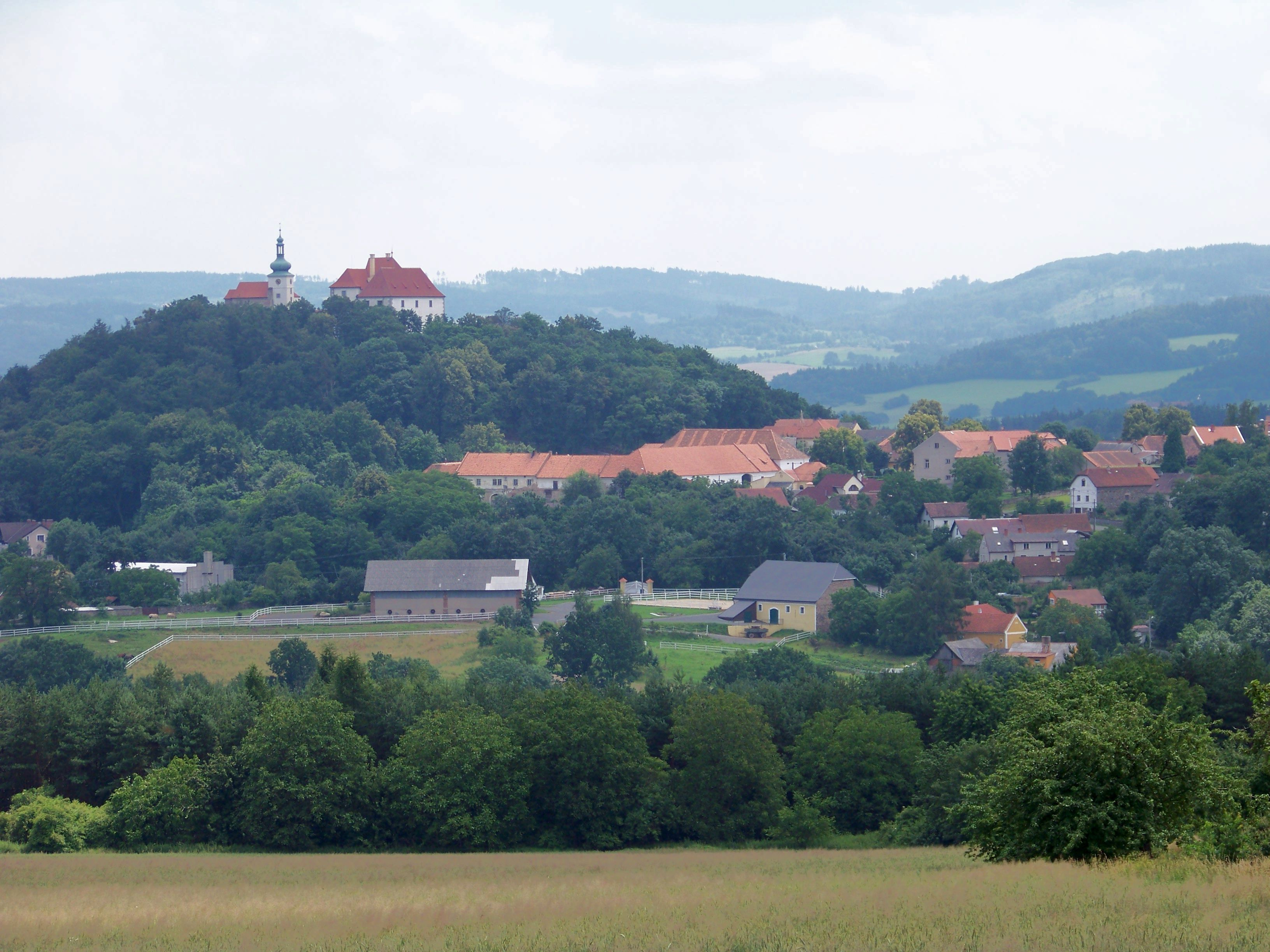
Burg Vysoký Chlumec Nordwesten aus gesehen

Die Burg liegt auf dem Granithügel Chlumec zwischen den Tälern der Bäche Libíňský potok und Chlumecký potok im Mittelböhmischen Hügelland. Gegen Osten befindet sich das Dorf Vápenice, südöstlich die Siedlung Pod Zámkem, im Süden die Brauerei Vysoký Chlumec und nordwestlich der Skanzen Vysoký Chlumec.

## Geschichte
Es wird angenommen, dass die Burg zum Ende der Regentschaft Karls IV. entstand. Die erste schriftliche Erwähnung erfolgte 1382 im Zusammenhang mit dem Burggrafen Zbyněk. Im Jahre 1385 überließ König Wenzel IV. die Burg Chlumec mit den zugehörigen Dörfern Chlumec und Víska seinem Günstling Purkart Strnad von Janovice erblich. Peter von Janovice gehörte 1405 zu den Unterzeichnern der Protesturkunde des böhmischen Adels an das Konstanzer Konzil gegen die Verbrennung von Jan Hus; in der Schlacht bei Lipan kämpfte er 1434 auf Seiten der gemäßigten Koalition. Kaiser Sigismund verpfändete ihm danach mehrere, früher dem Kloster St. Georg auf der Prager Burg gehörige Dörfer um Chlumec. In der Mitte des 15. Jahrhunderts umfassten die Chlumetzer Güter zwei Güter, 16 erbliche Dörfer und mehrere Wälder. Jan Burkart Jenec (Johann Burkhard Genetz) von Janovice und Petersburg verkaufte die Herrschaft Chlumec 1469 an Bedřich Ojíř von Očedělice. Dieser veräußerte die Burg Chlumec mit dem Städtchen Sedlec und den zugehörigen Dörfern 1474 an Johann Popel von Lobkowiczens Witwe Anna, geborene Švihovská von Riesenberg. Ihr Sohn Děpolt, der die Herrschaft ab 1476 besaß, konnte die ehemaligen Klosterdörfer auch erblich gewinnen und erwarb zudem von den Herren von Rosenberg pfandweise die Güter Sedlčany und Křepenice hinzu, die später wieder ausgelöst wurden. Im Jahre 1490 erfolgte eine Besitzteilung zwischen Děpolt Popel von Lobkowicz und seinen Brüdern Václav und Ladislav, bei der letztere die Güter Sedlčany und Miličín sowie die Hälfte von Chlumec erhielten. Děpolt erwarb 1502 die nordböhmische Herrschaft Bílina und verlegte seinen Sitz dorthin; Ladislav verstarb 1505, so dass Václav Popel von Lobkowicz alleiniger Besitzer von Chlumec wurde.
Nach Václavs Tod erbte 1532 dessen Neffe Ladislav (1502–1584), ein Sohn seines gleichnamigen Bruders, die Herrschaft Chlumec. Der Hofmarschall, Präsident des Appellationsgerichtes und Obersthofmeister konnte seinen Besitz noch um die Herrschaften Jistebnice und Krásná Hora nad Vltavou erweitern. Ladislav Popel von Lobkowicz hatte vier Söhne. Im Jahre 1595 erhielt sein Sohn Zdeněk Vojtěch Popel von Lobkowitz die Herrschaft Chlumec. Nach dem Tode von Jakob Krčín von Jelčany kaufte er 1604 dessen Herrschaft Křepenice mit der Stadt Sedlčany auf, seine Frau Polyxena erwarb 1609 das Gut Počepice, die danach der Herrschaft Chlumec einverleibt wurden. Während des Ständeaufstandes wurde Zdeněk Vojtěch Popel von Lobkowitz zum weltlichen Anführer der böhmischen Katholiken und floh 1619 aus Böhmen, wonach sein Besitz beschlagnahmt wurde. Nach der Schlacht am Weißen Berg erhielt er 1621 seine Güter zurück. Zudem erwarb Zdeněk Vojtěch Popel von Lobkowitz im Jahre 1623 noch die aus Besitz von Protestanten konfiszierten Güter Čachořice, Kamýk nad Vltavou, Nedrahovice, Obděnice und Skoupý sowie später auch noch das Gut Nové Dvory hinzu. 1628 erbte Zdeněk Vojtěchs Witwe Polyxena die Herrschaft, sie machte das von ihrem ersten Ehemann Wilhelm von Rosenberg geerbte Schloss Roudnice nad Labem zu ihrem Hauptsitz und übertrug ihrem einzigen Sohn Wenzel Eusebius die Verwaltung ihrer Güter. Im Urbar der Herrschaft Chlumec und ihrer zugekauften Güter von 1637 sind die Stadt Sedlčany, die Städtchen Chlumec, Sedlec, Krásná Hora nad Vltavou und Kamýk nad Vltavou sowie 90 Dörfer aufgeführt. Unmittelbar zur Burg gehören zwei Brauereien, vier Schäfereien, sechs Mühlen, eine Ziegelei, eine Sägemühle, 54 Teiche und 829 Anwesen. 1640 ließ Wenzel Eusebius die Herrschaft zum Familienfideikommiss erheben. Im Jahre 1677 erbte Wenzel Eusebius Sohn Ferdinand August von Lobkowicz die Herrschaft. Nachfolgende Besitzer der Herrschaft waren von 1715 bis 1734 Philipp von Lobkowicz und ab 1739 Ferdinand Philipp Joseph von Lobkowicz. Dieser lebte größtenteils außerhalb Böhmens und überließ die Bewirtschaftung der Herrschaft gänzlich seinen Beamten, die dies zu einem Vorteil ausnutzten. Nachdem in Sedlčany und den umliegenden Dörfern ein Bauernaufstand gegen die Willkür der Chlumetzer Beamten ausgebrochen war, setzte der Kaiser August von Lobkowicz als Verwalter sämtlicher Güter seines untüchtigen Onkels ein. Von 1784 bis 1816 gehörte die Herrschaft Joseph Franz von Lobkowicz sowie ab 1816 Ferdinand Joseph von Lobkowicz.
Im Jahr 1845 umfasste die Fideikommissherrschaft Hoch-Chlumetz mit den Allodialgütern Skregssow, Hoysin und Přičow eine Nutzfläche von 31874 Joch 1447 Quadratklafter. Davon entfielen 29950 Joch 243 Quadratklafter auf die Herrschaft Chlumetz, 1453 Joch 1440 Quadratklafter auf das Gut Skreyschow und Hoyschin, 470 Joch 1364 Quadratklafter auf das Gut Přičowé Luhy. Auf dem Herrschaftsgebiet lagen 167 Teiche, von denen 114 der Obrigkeit gehörten, 14 Schäfereien sowie 25 Meierhöfe, von denen 11 verpachtet waren. Die Herrschaft bewirtschaftete sechs Forstreviere: Welletin, Obenitz, Mečow und Křepenitz, Chlumetz, Kamaik, Skregssow. Außerdem bestanden sechs Jagdreviere: Welletin, Obenitz, Mečow und Křepenitz, Chlumetz und Markusrevier, Kamaik, Skregssow. Insgesamt lebten auf dem Herrschaftsgebiet 17.591 Menschen, darunter 56 Israelitenfamilien. Die Haupterwerbsquelle bildete die Landwirtschaft.
Zur Herrschaft Hoch-Chlumetz gehörten die untertänige Stadt Seltschan, das Städtchen Sedletz (Sedlec), die Marktflecken Chlumetz, Kamaik, Schönberg, die Dörfer Auklid (Úklid), Aukřstalow (Oukřtalov), Baudy (Boudy), Bražna (Bražná), Busitz (Buzice), Lhota Blahowa (Bláhova Lhota), Pleschicht (Plešiště), Poreschitz (Pořešice), Rowin (Rovina), Skuhrow (Skuhrov), Wiska (Víska), Wapenitz (Vápenice), Solopisk (Solopysky), Dublowitz, Lhota Břekowa (Břekova Lhota), Chramost (Chramosty), Lichow (Líchovy), Zwirotitz (Zvírotice), Křepenitz, Prziwosetz (Přívozec), Zabiehlitz (Záběhlice), Sollenitz, Hostownitz (Hostovnice), Lhota Schwastalowa (Švastalova Lhota), Podmok (Podmoky), Prautkowitz (Proudkovice), Tisownitz (Tisovnice), Wletitz (Vletice), Zhorž (Zhoř), Lhota Kaubalowa (Koubalova Lhota), Podschepitz, Radeschin (Radešín), Ratiboř, Nalesych (Nálesí), Wodierad (Voděrady), Wohrada (Ohrada), Obenitz (Obděnice), Lhota Wilasowa (Vilasova Lhota), Lhota Žemličkowa (Žemličkova Lhota), Skaupy (Skoupý), Nechwalitz, Libschitz (Libčice), Mokřan (Mokřany), Mezny (Mezný), Březy (Březí), Hustilař (Huštilář), Chwalow (Chválov), Řditz (Ředice), Rzeditschky (Ředičky), Křemenitz (Křemenice), Bratřegow (Bratřejov), Bratržikowetz (Bratříkovice), Radeschitz (Radešice), Brod, Chodkow (Hodkov), Jessenitz, Boor (Bor), Daublowicky (Doublovičky), Kamenitz (Kamenice), Martinitz (Martinice), Miskow (Myslkov), Nedrahowitz, Neuhof (Nové Dvory), Trkow (Trkov), Podhay (Nedrahovické Podhájí), Ratsch (Radeč), Rudoletz (Rudolec), Daubrawitz (Doubravice), Libin (Libíň), Podhoř, Mieschetitz (Měšetice), Schanowitz (Šanovice), Suschetitz (Sušetice), Welletin (Veletín), Wratkow (Vratkov), Minartitz (Minartice), Hrachow (Hrachov) und Habrzi (Hrabří).
Während der deutschen Besetzung wurden die Max Lobkowicz gehörige Burg und Brauerei von den Deutschen beschlagnahmt und auf der Burg eine Behörde des Protektorates Böhmen und Mähren eingerichtet. Max Lobkowicz erhielt nach dem Ende des Zweiten Weltkrieges sein Eigentum zurück und wurde 1948 von den Kommunisten erneut enteignet. Wegen ihrer Bedeutung als kunsthistorisches Denkmal wurde die Burg danach der Verwaltung der Staatlichen Denkmalpflege unterstellt. Diese nutzte die Burg zunächst als Depot für denkmalgeschütztes Mobiliar aus anderen verstaatlichen Burgen und Schlössern. Nach einer Sanierung wurde sie öffentlich zugänglich gemacht und eine Ausstellung zur Regionalgeschichte eingerichtet.
Nach der Samtenen Revolution erhielt die Familie Lobkowicz die Burg 1992 in Restitution zurück. 1998 erfolgte der Verkauf an Riprand Graf von und zu Arco-Zinneberg, der sie seitdem – neben dem niederbayerischen Schloss Moos und dem oberösterreichischen Schloss Sankt Martin im Innkreis – bewohnt. Die Burg Vysoký Chlumec ist nicht mehr öffentlich zugänglich.

## Anlage

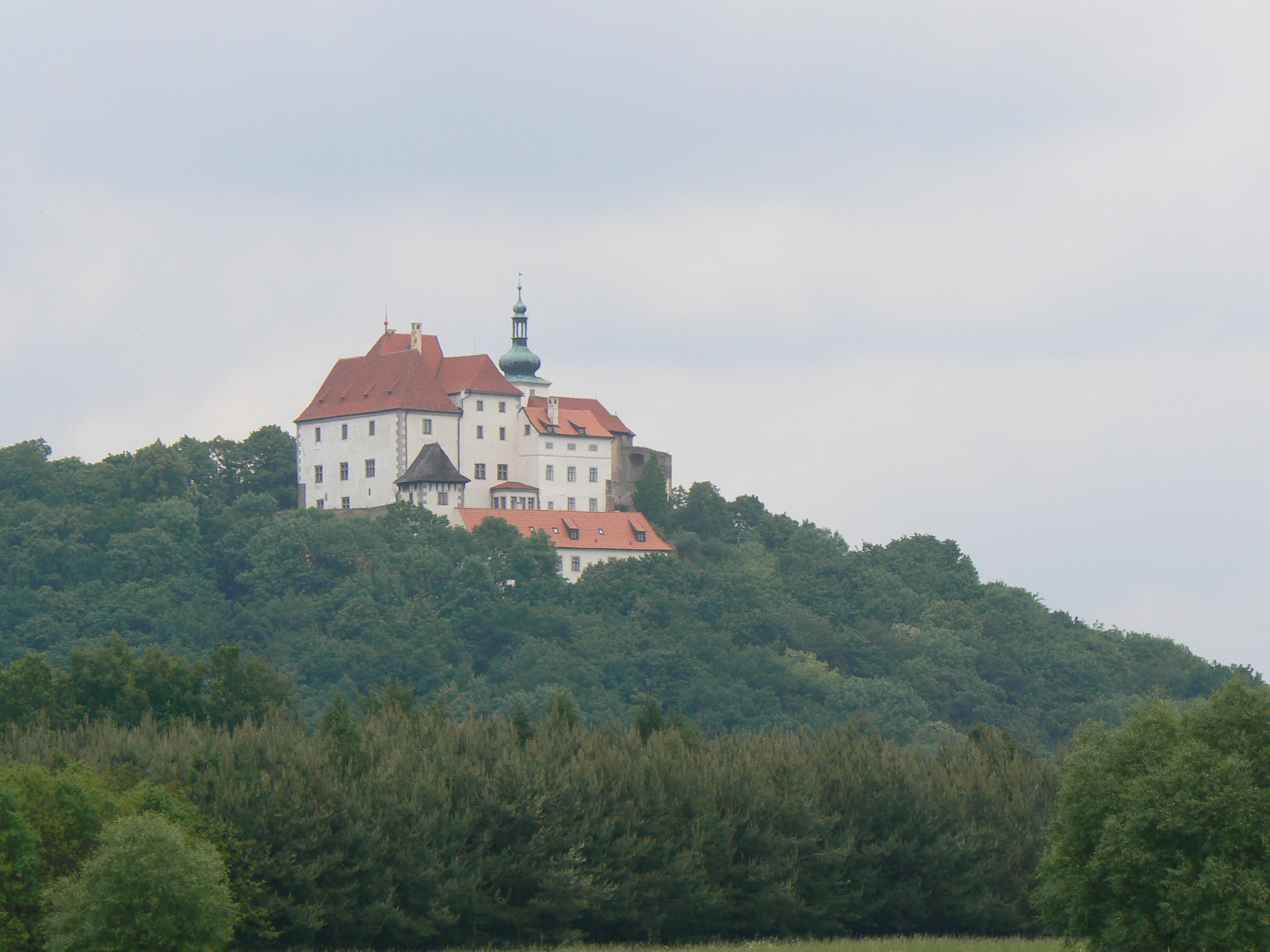
Burg Vysoký Chlumec

Die ursprüngliche Burganlage mit unregelmäßig viereckigem Grundriss und einem kleinen Innenhof umfasste zwei Wohnflügel an der West- und Ostseite. Der Zugang erfolgte über eine Zugbrücke durch das heutige Westtor. In der zweiten Hälfte des 15. Jahrhunderts ließen die Popel von Lobkowitz die Burg umgestalten und erweitern. Dabei entstanden an der Südseite ein neuer Burghof und ein weiterer Zugang mit Zugbrücke.
Wenzel Eusebius von Lobkowicz beauftragte nach 1668 seinen Baumeister Antonio della Porta mit dem Neubau eines großen Schlosses anstelle der Burg. Dieser Plan wurde nach Wenzel Eusebius Tod nicht realisiert. Della Porta musste 1678 mit geringem Aufwand einige Umbauten am Westtor vornehmen und die Zugbrücke durch eine Steinbogenbrücke ersetzen.
Seit dem 18. Jahrhundert erfolgten an der Burg keine wesentlichen Umbauten mehr. Dadurch blieb ihre mittelalterliche Gestalt mit zwei Höfen, dem hohen Palas und dem Turm erhalten.